# Tom Udall
Thomas Stewart Udall (* 18. května 1948 Tucson, Arizona) je americký právník, diplomat a politik za Demokratickou stranu. V letech 2009 až 2021 byl senátorem USA za stát Nové Mexiko.
V letech 1991 až 1999 působil jako generální prokurátor Nového Mexika. V letech 1999 až 2009 byl za stejný stát poté členem Sněmovny reprezentantů. V roce 2008 byl zvolen americkým senátorem, když ve volbách porazil se ziskem 61 % hlasů kandidáta Republikánské strany Steva Pearce. Mandát poté obhájil i ve volbách v roce 2014 se ziskem 55,5 % hlasů. V roce 2020 již funkci senátora neobhajoval. V prosinci 2021 byl jmenován velvyslancem Spojených států amerických na Novém Zélandu, v únoru 2022 se navíc souběžně stal velvyslancem v Samoy.
Je ženatý a má jednu dceru.